# روتن توميتوز
روتن توميتوز (بالإنجليزية: Rotten Tomatoes)‏ وتعني حرفيًا الطماطم الفاسدة، هو موقع ويب مُتَخصّصٌ في تقييماتٍ وأخبارٍ ومعلوماتٍ حولَ الأفلام والمسلسلات، معروفٌ عالمياً بأنه مُجمّع للتقييمات حيث يجمع تقييمَ النُقّاد لأي فيلم أو مسلسل ويعطي متوسط تقييم له إضافة إلى نسبة مئوية بالمراجعات الإيجابية، كما صارَ يَشمَلُ أيضاً تقييماتٍ للمُسلسلات. وعلى الرغم من ارتباط الاسمُ بتقليد تاريخي حيثُ كان الجماهيرُ يرمونَ الطماطم الفاسدة والخضروات على الأداء السيئ في المسرح، إلا أن الاسم كان مستوحى في الأصل من مشهد يظهر الطماطم في فيلم كندي صدر في عام 1992 بعنوان ليولو (Léolo). بدأ الموقِع في عامِ 1998 على يَد ثلاثة طلاب جامعيين يدرسون في جامعة كاليفورنيا، بمدينة ييركيلي، وهم سين دوونج، وباتريك واي لي، وستيفن وانج. وفي 2010 استَحوذَت عليه شَركة Flixster التي مَلَكتْها وارنر برذرز في 2011. ورئيس تحرير الموقع منذ 2007 هو مات آتشي. الموقِعُ مُتَوفّرٌ بِنُسخةٍ بريطانيّة وأستراليّة وهنديّة. وبدءاً مِن يناير 2015 دَخَلَ الموقع ضِمنَ نِطاقِ أشهَر 500 موقع في تصنيفاتِ موقِع أليكسا.

## التاريخ
أُنشِأَ الموقع في 12 أغسطس 1998 على يَد سين دوانغ ليكونَ مشروعاً يَقضي بِه وقتَ فراغِه. وكانَ هَدفُه من إنشاءِ الموقع أن يتمكّن الناسُ من الوصولِ بسهولةٍ لتقييماتِ النُقّادِ في الولاياتِ المُتّحدة. وبسَبَبِ حُبّه لجاكي شان استَلهَم دوانغ فِكرةَ الموقِع، حيثُ أرادَ جَمعَ مُراجَعاتِ أفلامِه ليَصِلَ إليها بِسهولة. ويُعدُّ فيلمُ Your Friends & Neighbors هوَ أوّلُ فيلمٍ تمّ تقييمُه في الموقع. ونَجَح الموقعُ نجاحاً مُباشراً، وذكرته عدّة صُحُفٍ أمريكيّة خلالَ الأسبوعِ الأوّل من بَينِهم يو إس إيه توداي.
قامَت آي جي إن في يونيو 2004 بالاستحواذِ على الموقِع مُقابِل مَبلغٍ لم يُكشَف عنه، وفي يناير 2010 قامَت الشَركة ببيعه إلى Flixster التي مَلَكتْها وارنر برذرز في 2011.
في وَقتٍ مُتأخّرٍ من 2009 أُعيدَ تصميمُ الموقع ليَسمَح للمُستَخدِمين بالإنشاءِ والانضمامِ إلى مَجموعاتِ ليستطيعوا بِذلِك مُناقَشَة الجوانِب المُختَلِفة للفيلم. وعِندَما استَحوذْت عليها Flixster ألغَتْ المجموعات تمهيداً لتطويرِ الموقِع وإضافَة ميّزاتٍ جَديدة. ثُمَّ في فبراير 2011 أُعيدَت هيكَلةُ الموقِع وأُضيفَت ميّزاتٌ وحُذِفت أُخرى. وفي 17 سبتمبر 2013 أُنشِأَ قِسمٌ جديدٌ مُخصّصٌ للمُسلسلاتِ التلفزيونيّة.
أطلقت شركة Current Television في مطلع عام 2009، برنامج روتن توميتوز شو، وهو نسخة تلفزيونية من موقع الويب. قدّمه كلّ من بريت إرليش، وإلين فوكس وكتبه مارك جانيك. وظل البرنامج يعرض حتى 16 سبتمبر 2010.

## الموقع
استمرّ الموقع بكونِه أحد أشهر 1000 موقِع عالميّاً، وبدءاً مِن يناير 2015 دَخَلَ الموقع ضِمنَ نِطاقِ أشهَر 500 موقع في تصنيفاتِ موقِع أليكسا، ويُعدّ كذلك أحد أشهر 200 موقِع في الولاياتِ المُتّحدة. وتَصِل أعدادُ الزائرينَ حتّى 29 مليون زائِر 16 مليونٍ مِنهُم من الولاياتِ المُتّحدة.

### أساليب التقييم
يقوم طاقم الطماطم الفاسدة أولاً بجمع المراجعات من الكتاب الذين هم أعضاء موثقين من مختلف نقابات الكتاب أو جمعيات النقد السينمائي. لكي يتم قبوله كناقد على الموقع، يجب أن تجمع مراجعات النقاد عدد معين من الإعجابات من المستخدمين في الموقع الذي يكتب فيه. طاقم الطماطم الفاسدة هو من يحدد ما إذا كانت المراجعة إيجابية (يرمز لها بأيقونة طماطم حمراء) أو فاسدة (يرمز لها بأيقونة طماطم خضراء متناثرة).
يقوم طاقم الطماطم الفاسدة بتتبع جميع المراجعات النقاد لفيلم معين ويتم احتساب نسبة مئوية للمراجعات الإيجابية.
| أيقونة | نتيجة   | وصف |
| ------ | ------- | --- |
|        | 75–100% | موثق كطازج (Certified Fresh). يعطى للأفلام الحاصلة على نتيجة 75% أو أعلى، بناءً على مراجعات من 80 ناقد على الأقل في حالة الأفلام ذات الإصدار الواسع أو 40 نقاد للأفلام محدودة الإصدار، على أن يكون من ضمنهم 5 نقاد صفوة. |
|        | 60–74%  | طازج (Fresh). يعطى للأفلام الحاصلة على نتيجة 60% أو أعلى ولا تلبي شروط الموثق كطازج. |
|        | 0-59%   | فاسد (Rotten). يعطى للأفلام الحاصلة على نتيجة 0-59%. |

## جوائز الطماطم الذهبية
أعلن موقع روتن توميتوز في عام 2000 عن جوائز RT لتكريم أفضل الأفلام التي تمت مراجعتها لهذا العام وفقًا لقواعد تقييم الموقع. تم تغيير اسم الجائزة فيما بعد إلى جوائز جولدن توميتو (جوائز الطماطم الذهبية). يتم الإعلان عن المرشحين والفائزين على الموقع، على الرغم من عدم وجود حفل توزيع جوائز فعلي.
تقسّم الأفلام إلى فئات إصدار واسع، وفئات محدودة الإصدار. تعرف الأفلام ذات الإصدارات المحدودة بإنها تلك التي تعرض في 599 من دور العرض فما أقل عند الإصدار الأولي، أما الأفلام ذات الإصدارات الواسعة، فهي تلك الأفلام التي تصدر في البداية في 600 دار عرض، ولكن لاحقًا تلقى توزيعًا على نطاق أوسع، ويندرج تحت هذا التعريف أي فيلم يتم افتتاحه في أكثر من 600 دار عرض يعتبر إصدارًا واسعًا. هناك فئتان فقط للأفلام البريطانية والأسترالية. تمثل فئة «المستخدم» الفيلم الأعلى تصنيفًا بين المستخدمين، وتمنح جائزة «مولدي» أو ثمرة الطماطم المتعفنة لأسوأ الأفلام التي تمت مراجعتها لهذا العام. يجب أن يحصل الفيلم على 40 تقييمًا (في الأصل 20) فأكثر كي يتم تصنيفه ضمن الفئات المحلية. ويجب أن يحصل على 500 تقييم مستخدم فأكثر كي يتم اعتباره مؤهلا للجوائز ضمن فئة «المستخدم».
تصنف الأفلام أيضًا بناءًا على نوع الفيلم. كلّ فيلم مؤهل لنوع واحد فقط، بصرف النظر عن الأفلام غير الإنجليزية، والتي يمكن تضمينها في كل من النوع والفئة «الأجنبية» المعنية.
بمجرد اعتبار الفيلم مؤهلاً، يتم احتساب «أصواته». يحصل كل ناقد من قائمة الموقع على صوت واحد (على النحو الذي تحدده مراجعته)، وكلها مرجحة بالتساوي. نظرًا لأنه يتم إضافة المراجعات بشكل مستمر، يدويًا أو بخلاف ذلك، ويحدد موعد نهائي لا يتم بداية منه احتساب المراجعات الجديدة ضمن جوائز الجولدن توميتو كل عام، وعادة ما يكون هو اليوم الأول من العام الجديد. لا يتم احتساب الأصوات التي لا تمنح تقييمات للأفلام المؤهلة لجوائز الجولدن توميتو.

## مراجعات وتقييم الجمهور

أيقونة تقييم الجمهور الإيجابي على روتن توميتوز

أيقونة التقييم السلبي للجمهور على روتن توميتوز